# Český spolek šachovní
Český spolek šachovní byl první řádný český šachový klub založený 20. března roku 1884 v Praze, který sdružil všechny pražské šachisty české národnosti. Prvním předsedou spolku byl zvolen sochař Bohuslav Schnirch.
V klubu vyrostlo mnoho českých šachistů (mezi nimi např. Oldřich Duras). Z popudu spolku na 2. sjezdu českých šachistů v roce 1886 vznikla Česká asociace šachová. Klub zanikl roku 1939.